# Tenthredo mesomela
Espèce
Tenthredo mesomela, la tenthrède commune, est une espèce d'insectes de l'ordre des hyménoptères et de la famille des tenthrédinidés.

## Description
Corps long de 10 à 15 mm.

## Biologie
Les larves phytophages sont appelées fausses chenilles.